# Городской комитет обороны
Городской комитет обороны — чрезвычайный орган власти в крупнейших городах СССР в годы Великой Отечественной войны.
22 октября 1941 года принято постановление Государственного комитета обороны СССР о создании в ряде регионов городских комитетов обороны: «Местные комитеты обороны создаются в интересах сосредоточения всей гражданской и военной власти и установления строжайшего порядка в городах и прилегающих районах, представляющих ближайший тыловой район фронта». Их решения были обязательны к выполнению для всех организаций. Председателями комитетов стали первые секретари обкомов (горкомов) ВКП(б), в состав обязательно входили председатель областного (городского) Совета депутатов трудящихся и начальник местного управления НКВД.
В соответствии с постановлением 23-24 октября городские комитеты обороны были сформированы. Не имея постоянного штата сотрудников, они использовали аппарат обкомов и горкомов партии, советских органов, управлений НКВД, а также городских штабов местной противовоздушной обороны. Горкомитеты следили за обстановкой в городах, социальными проблемами, чрезвычайными происшествиями, работой промышленности и другим. Нередко им приходилось заниматься и чисто военными вопросами, в том числе противовоздушной обороной.